# Georgij
Georgij je moško osebno ime.

## Izvor imena
Ime Georgij je na Slovenskem različica imena Jurij.

## Pogostost imena
Po podatkih Statističnega urada Republike Slovenije je bilo na dan 31. decembra 2007 v Sloveniji število moških oseb z imenom Georg: 9.

## Osebni praznik
V koledarju je ime Georgij zapisano skupaj z Jurijem.